# Ferratella
La ferratella — chiamata in numerosi altri modi quali catarretta, pizzella, cancellata, neola o nivola — è un dolce tipico dell'Abruzzo e del Molise, diffuso anche nelle aree confinanti del Lazio, incluso nell'elenco dei prodotti agroalimentari tradizionali abruzzesi, molisani e laziali. 

## Storia
L'origine della ferratella viene fatta risalire a un dolce dei Romani chiamato Crustulum.
Tipica dell'Abruzzo e del Molise, la ferratella è molto diffusa anche nell'area orientale del Lazio — corrispondente al Circondario di Cittaducale, facente parte della provincia dell'Aquila sino al 1927.
La varietà di nomi corrisponde alle singole aree di produzione: ferratella è il nome con cui viene chiamata nelle aree interne dell'Abruzzo e del Lazio, cancella è il nome tipico del dolce in Molise (che però usa il nome ferratelle nella lista dei P.A.T.), neola (con tutte le varianti) è il nome con cui è chiamata nel teramano mentre pizzella o catarretta è il nome con cui è riconosciuta nell'area chietina.

## Descrizione

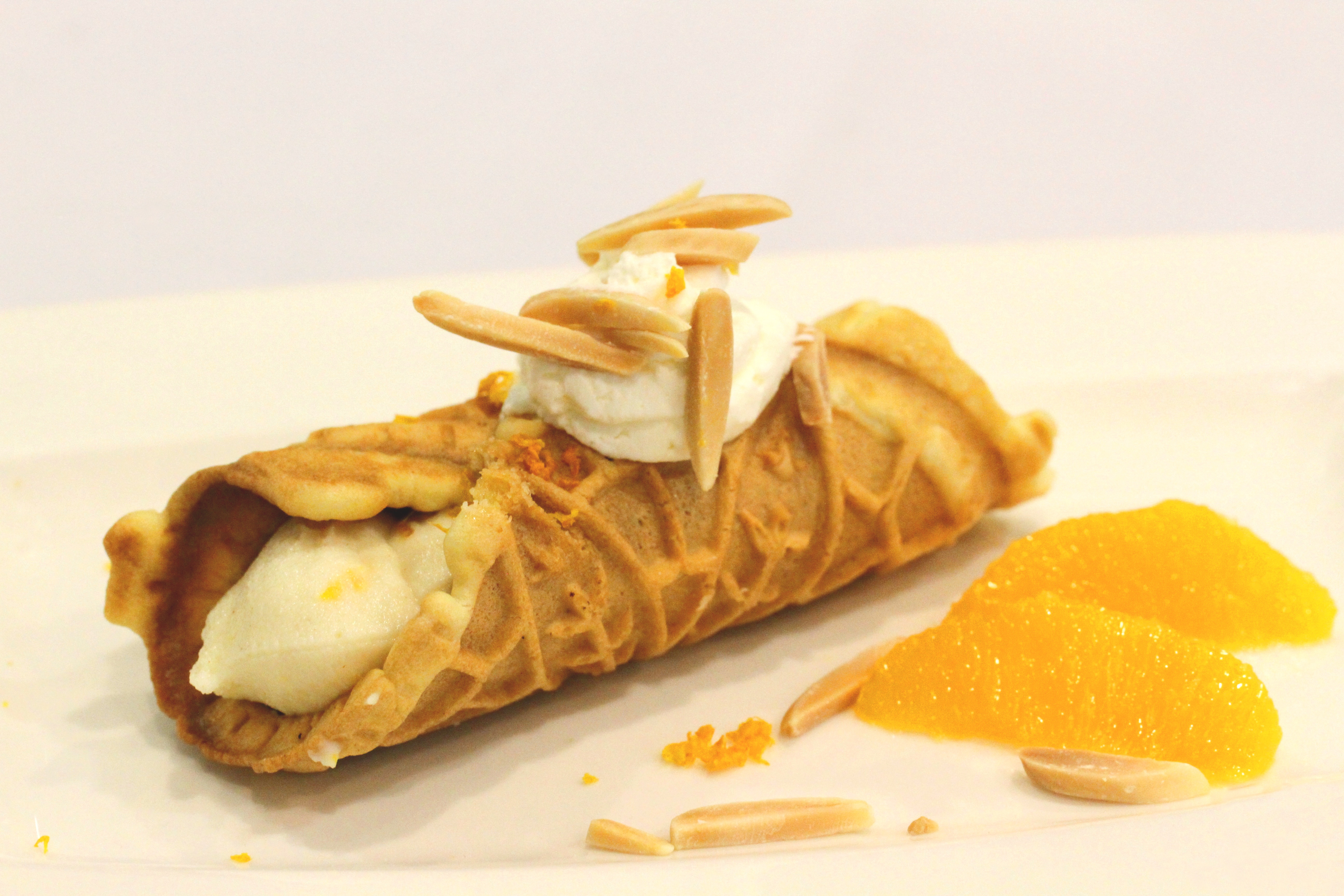
Pizzella arrotolata e farcita con crema di arance e mandorle.

La ferratella viene creata con pasta da biscotto cotta tramite una doppia piastra arroventata sul fuoco, che stringendo la pasta sopra e sotto, dà al dolce la forma caratteristica di cialda percorsa da nervature. Tra le varie varianti di disegno, la trama a rombi, o cancello, dà origine al nome ferratelle. Preferibilmente di forma rettangolare, ma alla festa di san Valentino vengono preparate anche a forma di cuore.
In alcuni casi questo dolce viene arrotolato come un cannolo con ripieno di marmellata, tradizionalmente d'uva, ma anche con crema pasticcera o cioccolata. 
La variante con due cialde sovrapposte farcite prende il nome di coperchiola, dalla copertura della prima cialda con la seconda, il coperchio.
Viene preparato perlopiù in inverno, a Pasqua e in occasione delle feste patronali, rivestendo un ruolo centrale nei palmentieri, particolare dono preparato in onore del santo patrono.
La piastra usata per cuocere questo dolce veniva spesso portato in dote dalla donna, e pertanto, nella parte centrale, recava talvolta incise le iniziali della futura sposa. Anche per questo, soprattutto nell'Abruzzo meridionale ed in Molise, la ferratella è ritenuta essere un dolce tipico dei matrimoni.